# Переверзев, Александр Яковлевич
Алекса́ндр Я́ковлевич Переве́рзев (10 марта 1941, Нагольное, Воронежская область — 3 января 2015, Воронеж) — советский и российский историк, педагог, доктор исторических наук, профессор.

## Биография
Родился 10 марта 1941 года в селе Нагольное Ровеньского района (ныне — Белгородской области) в семье рабочих колхоза. Он был младшим ребёнком Якова Семёновича и Акулины Фёдоровны Переверзевых.
Детские и юношеские годы Александра Яковлевича прошли в родном селе. Рано лишился отца, воспитывался и находился под присмотром старшей сестры Марии Яковлевны Маслаковой. Другие братья и сёстры — Иван, Николай, Надежда, Дмитрий и Любовь. В 1959 году окончил Наголенскую школу, после окончания которой, проработал в ней 2 года мастером производственного обучения, осуществляя проведение учебных и практических навыков учащимся для освоения профессии водителя категории С.
В 1961 году поступил на исторический факультет Воронежского государственного университета. Практику проходил на раскопках городища Титчиха в Лискинском районе Воронежской области. В 1966 году защитил дипломную работу у научного руководителя профессора И. М. Климова. В 1966—1967 году работал преподавателем подготовительного отделения ВГУ. В 1967 году поступил в магистратуру, а через 2 года в аспирантуру. С 1970 преподаватель, доцент (1972), профессор (1989) кафедры истории КПСС (с 1991 — политической истории). С 1972 года — кандидат исторических наук, с 1987 года — доктор исторических наук (монография на тему «Революционно-преобразующая деятельность РКП (б) в деревне чернозёмного центра России (октябрь 1917—1921 гг.)»).
Был женат, в браке с женой Лидией прожил 4 года.

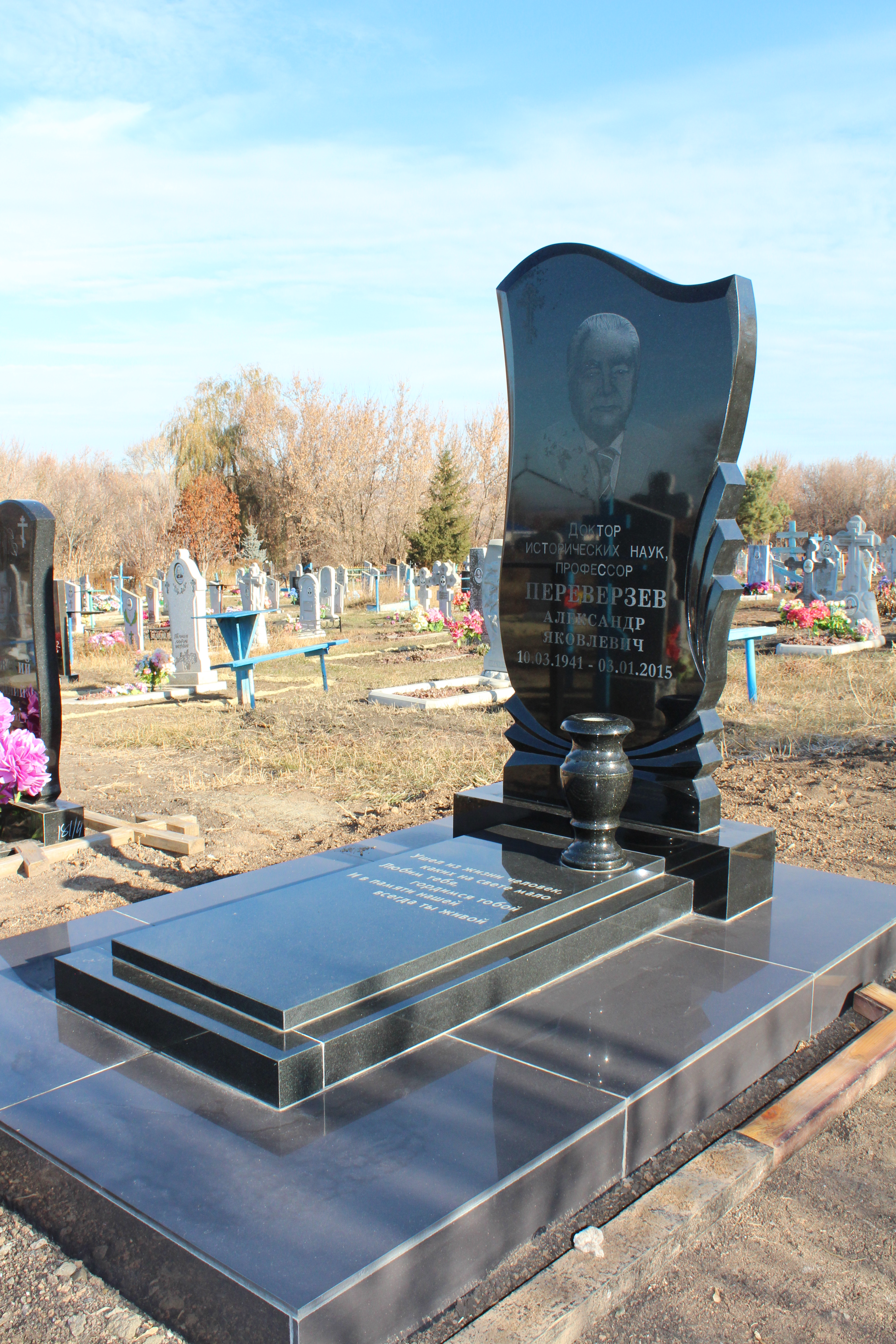

Скончался 3 января 2015 года в Воронеже в возрасте 73 лет. Похоронен в родном селе Нагольном.

## Научная деятельность
Занимался историей гражданской войны в России, социальными преобразованиями в чернозёмных сёлах и учебно-методической деятельностью. Более 40 лет Александр Яковлевич читал общий курс «Отечественная история» на факультете прикладной математики и механики ВГУ. Элективный курс для студентов-историков «История белого движения в России 1917—1920 гг.». Ежегодно он принимал участие в общеуниверситетских, региональных конференциях, публикуя свои статьи, например, в 2000 году, в сборнике научных работ преподавателей и аспирантов кафедры политической истории «Россия в контексте мировой истории», опубликована его научная статья «Власть Комуча в губерниях Поволжья в 1918 г.». В 2003 году публикуется статья «Гражданская война в России: Самарский Комуч». В следующем году, исследовательская работа по теме «Изучение Гражданской войны на востоке России» и другие.

### Избранные труды
Первыми крупными работами стали «Социалистическая революция в деревне» (1976) и «Великий Октябрь и преобразование деревни» (1986).
Основные публикации подготовленные Александром Яковлевичем в период 2005—2010 гг., научные работы: Историография начального этапа гражданской войны на востоке России; Февральская революция и начало белого движения Колчака-Корнилова. Учебно-методические публикации: Программы лекционных спецкурсов по выбору для студентов неисторических специальностей. Учебное пособие; Первая мировая война; Революционные события 1919 года; Гражданская война и иностранная интервенция; Политика «военного коммунизма».
А также книги и монографии: «Комуч. Директория. Колчак: Антисоветский лагерь в гражданской войне на Востоке России в документальном изложении, портретах и лицах» (2003) в соавторстве с проф. О. С. Кулешовым (за эту монографию ему присвоена премия областной администрации); «Крушение донской вандеи атаманов Каледина и Назарова»; «Кубань и добровольческая армия Корнилова-Деникина в гражданской войне» и «Партии эсеров и меньшевиков в гражданской войне в России».